# Anarta carbonaria
Anarta carbonaria là một loài bướm đêm trong họ Noctuidae.